# Автошлях Т 1633
Автошля́х Т 1633 — колишній автомобільний шлях територіального значення в Одеській області. Проходив територією Ананьївського та Балтського районів через Ананьїв—Байтали—Білине. Загальна довжина — 32,5 км.

## Маршрут
Автошлях проходить через такі населені пункти:
| Автошлях Т 1633    |                 |
| Одеська область    |                 |
| Ананьївський район |                 |
| Ананьїв            | Р71Т 1612Т 1623 |
| Селиванівка        |                 |
| Байтали            |                 |
| Пасицели           |                 |
| Балтський район    |                 |
| Білине             | Р71             |